# Eddie Guerrero
Eduardo Gory Guerrero (Ciudad Juárez, 9 oktober 1967 – Minneapolis (Minnesota), 13 november 2005), beter bekend als Eddie Guerrero, was een Mexicaans Amerikaans professioneel worstelaar.
Als telg van de legendarische Mexicaanse worstelfamilie, wist Guerrero de roem van de Guerrero-familie groot te houden. Gedurende de jaren negentig werkte hij voor bijna elke grote worstelpromotor in de Verenigde Staten: Extreme Championship Wrestling, World Championship Wrestling en World Wrestling Entertainment.
Guerrero's karakter in de ring was dat van een creatieve, vindingrijke worstelaar die alles wilde doen om een wedstrijd te winnen. Zijn fameuze mantra werd: "Cheat to Win". Ondanks, of mogelijk dankzij, het feit dat hij de rol van heel (jargon voor "slechterik") vertolkte gedurende de grootste periode van zijn carrière, werd hij extreem populair, dankzij zijn charisma en het feit dat zijn karakter grotendeels een weerspiegeling van zichzelf leek te zijn.
Gedurende zijn carrière kreeg Guerrero verschillende problemen met drugs buiten het worstelen, waaronder alcoholisme en een verslaving aan pijnstillers. Zijn problemen buiten de ring werden soms geïntegreerd in de verhaallijnen gedurende zijn worstelcarrière. Ondanks deze problemen won Guerrero meerdere titels gedurende zijn carrière, inclusief het WWE Kampioenschap.

## Vroege carrière
Guerrero kwam van een legendarische worstelfamilie. Zijn vader, Gory Guerrero, was een van de oprichters van Lucha Libre, een prominente worsteltrainer en een invloedrijk figuur in het Mexicaanse professionele worstelen. Zijn drie broers, Chavo Guerrero, Héctor Guerrero en Mando Guerrero volgden allen in hun vaders voetsporen en werden professionele worstelaars. Guerrero's neefje, Chavo Guerrero jr. werd ook worstelaar, terwijl zijn oom Enrique Llanes en neef Javier Llanes in Mexico worstelden. Als een jongetje liet Guerrero's vader toe dat hij en Chavo Jr. tegen elkaar worstelden in de pauze van de worstelarena die Gory bezat.
Guerrero is opgegroeid in El Paso (Texas) en ging naar de Universiteit van New Mexico en de New Mexico Highlands University met een sportbeurs, waar hij voor de universiteit worstelde, voordat hij terugkeerde naar El Paso om voor professioneel worstelaar te trainen. Hij debuteerde in 1987 in de Mexican Empresa Mexicana de Lucha Libre promotie. Hij werd een ster in Mexico, lang voordat hij in de main event stond in de Verenigde Staten.
In 1993, begon Guerrero te worstelen in Japan voor New Japan Pro Wrestling, waar hij bekendstond als Black Tiger II. In Mexico worstelde hij vooral voor de Asistencia Asesoria y Administración, waar hij een partnerschap aanging met El Hijo del Santo als de nieuwe versie van La Pareja Atómica (Het atomische paar), een legendarisch tag team van Gory Guerrero en El Santo. Nadat Guerrero zich tegen Santo keerde en samen ging werken met Art Barr als La Pareja del Terror (Het paar van terreur) werd het duo het meest gehate tagteam in de geschiedenis van lucha libre. Samen met Bar, Konnan, Chicano Power en Madonna’s vriend vormde Guerrero de Los Gringos Locos (De gekke Amerikanen), een heel stable. Guerrero zei later dat het niet uitmaakte hoeveel mensen zich bij de Los Gringos Locos aansloten, omdat de stable alleen over Art ging. Los Gringos Locos kreeg een vete met El Hijo de Santo en zijn partner Octagón, wat uiteindelijk eindigde in een Hair vs. Hair match bij de eerste lucha pay-per-view in Amerika, When Worlds Collide, die zij verloren.
Guerrero en Barrs eerste doorbraak kwam toen zij aan het einde van 1994 door de eigenaar van Extreme Championship Wrestling, Paul Heyman werden opgemerkt, en werden benaderd om voor hem te worstelen in 1995. Echter, Barr stierf voor hij samen met Guerrero naar ECW kon gaan. Als een hommage aan zijn overleden vriend nam Guerrero zijn aanval beweging over, de Frog Splash.
Guerrero won het ECW World Television Championship bij zijn debuut en ging door met een serie goede matches met Dean Malenko, voordat zij beide bij de World Championship Wrestling (WCW) tekenden later dat jaar. Na zijn laatste match in de ECW-arena, leegde de kleedkamer zich en de twee werden door de ring gedragen door hun collega worstelaars terwijl het publiek "Please go on" riep.

## World Championship Wrestling
In de WCW was Guerrero tamelijk succesvol in de singlematches, hij won het WCW United States Heavyweight Championship aan het einde van 1996 en het WCW World Cruiserweight Championship twee keer in 1997. Een van die titelmatches was tegen Rey Mysterio bij Halloween Havoc. Hij verloor de match, maar noemde het zijn favoriete match in de februari 2004 editie van SmackDown! magazine en zijn autobiografie (na zijn dood gepubliceerd).
Guerrero was de leider van de Latino World Order. Ondanks Guerrero's succes en populariteit, was hij een van de vele worstelaars die gefrustreerd waren dat ze nooit een kans kregen om main event sterren bij WCW te worden. Deze frustraties kwamen tot een einde toen Guerrero van WCW President Eric Bischoff eiste dat zijn karakter een push zou krijgen of dat hij een opslag ontving vanwege familieredenen. Bischoff antwoordde door koffie naar Guerrero te gooien (In Guerrero's autobiografie zegt hij dat Bischoff per ongeluk zijn koffie van de tafel stootte en dat het een ongeluk was dat hij Guerrero raakte). Guerrero furieus, eiste dat Bischoff zijn contract op een live aflevering van WCW Monday Nitro ontbond. Guerrero verliet het bedrijf toen voor een periode van enkele maanden, nog steeds boos op Bischoff voor wat hij had gedaan. Guerrero keerde later terug, wat leidde tot het geloof dat Guerrero's boze speeches tegen Bischoff werkelijk een work waren (Guerrero beaamde later dat het een worked shoot was). Guerrero zou dit later verklaren op de WWE-dvd Monday Night War door te claimen dat hij probeerde om persoonlijke meningsverschillen te negeren om het bedrijf goed te doen, nog steeds boos over het feit dat Bischoffs bleef weigeren om Guerrero en vergelijkbare worstelaars beter te pushen.
Guerrero antwoordde op Bischoffs acties door de Latino World Order (LWO) te vormen, wat later begrepen werd door de fans als een parodie van Bischoffs New World Order (NWO). De groep was een antwoord op Bischoffs weigering om de Latino worstelaars te pushen op de manier die ze verdienden. De groep groeide uiteindelijk zo dat bijna alle Mexicaanse worstelaars die voor de WCW werkten uit die tijd erbij hoorden. Echter, Guerrero raakte betrokken in een ernstig auto-ongeluk in 1999 dat de LWO verhaallijn verkortte. Guerrero overleefde het ongeluk en keerde na een aantal maanden terug in het worstelen.
Na zijn terugkeer was hij nog steeds niet tevreden over het WCW-management en tekende bij de World Wrestling Federation (WWF) in 2000 samen met grote WCW-sterren Chris Benoit, Dean Malenko en Perry Saturn.

## World Wrestling Federation
Guerrero en andere WCW-worstelaars debuteerden voor de WWF op 31 januari 2000 als The Radicalz, verschijnend op Raw waar ze een match met New Age Outlaws verstoorden. In maart 2000 probeerde hij Chyna voor zich te winnen, waar hij naar refereerde als zijn "Mamacita". In eerste instantie wees Chyna zijn benaderingen af, maar voegde zich toch bij hem na WrestleMania 2000 (16), verklarend dat ze zijn "Latino Heat" niet kon weerstaan.
Guerrero won zijn eerste WWF-titel door een andere voormalige WCW-worstelaar, Chris Jericho, te verslaan voor het WWF European Championship met hulp van Chyna. Hij en Chyna begonnen een vete met Essa Rios en Lita, wat tot een hoogtepunt kwam in een European Title verdediging tijdens Backlash (2000), wat ook wel bekendstaat als de avond van Guerrero's bal (hij zei dat hij net zijn diploma had gehaald). Guerrero versloeg Rios nadat hij de ring was gearriveerd in een Chevrolet uit 1957, worstelend in zijn pantalon en een strikje. Guerrero behield zijn titel in matches tegen Saturn en Malenko voordat hij uiteindelijk zijn titel verloor tegen Saturn op 23 juli.
De maanden daarna ontstond er wat frictie tussen Guerrero en Chyna. Chyna was boos omdat Guerrero haar had gepind om door te gaan in het King of the Ring toernooi. Op 27 augustus won Chyna het WWF Intercontinental Championship. Guerrero claimde dat hij het niet erg vond en smeekte Commissioner Mick Foley om hem deel te laten nemen in een titelverdediging tussen Chyna en Kurt Angle, bewerend dat hij bang was dat Angle, Chyna zou blesseren. Nadat Angle, Chyna had neergeslagen met de titelriem, pinde Guerrero haar "per ongeluk" terwijl hij probeerde om haar weer wakker te krijgen.
Chyna werd zichtbaar ongemakkelijk, terwijl Guerrero begon met vals spelen om zijn titel te behouden. Guerrero was boos omdat Chyna poseerde voor Playboy Magazine, wat hem ertoe deed leiden om bij de Playboy Mansion binnen te proberen dringen om zo de fotoshoot te stoppen. Toen het net leek alsof Chyna, Guerrero ging verlaten, vroeg hij haar ten huwelijk en accepteerde zij. De verloving werd afgezegd toen Guerrero betrapt werd terwijl hij aan het douchen was met twee van The Godfathers hoeren terwijl hij zei "Two Mamacitas are better than one!" Guerrero werd opnieuw heel als een resultaat van dit voorval en werd later door Chyna's vriend Billy Gunn verslagen om zijn Intercontinental Kampioenschap.
The Radicalz herenigden zich aan het einde van 2000, Triple H assisterend in zijn match met Stone Cold Steve Austin tijdens Survivor Series. Begin 2001, kreeg Guerrero een vete met Test, en won het Europese Kampioenschap voor de 2e keer tijdens WrestleMania X-Seven met hulp van Saturn en Malenko. Guerrero verliet uiteindelijk the Radicalz, en voegde zich bij The Hardy Boyz en Lita. Op dat moment had Guerrero een pijnstiller verslaving ontwikkeld die nog stamde van zijn auto-ongeluk uit 1999. In mei 2001 werd hij naar een afkickkliniek gestuurd. Op 9 november 2001 werd hij gearresteerd wegens dronken autorijden en werd daardoor ontslagen door de WWE 3 dagen later.

## Onafhankelijke circuit
Nadat hij over zijn verslaving heen was gekomen, verscheen Guerrero bij verschillende onafhankelijke promoties, waaronder World Wrestling All-Stars, IWA Mid-South en Ring of Honor. Volgend op een aantal hoog aangeschreven matches zoals zijn wedstrijd met Doug Williams tijdens het Frontier Wrestling Alliance's King Of England toernooi en zijn serie van matches met CM Punk, werd Guerrero opnieuw aangenomen bij de WWF (WWE hernoemd) in maart 2002. Toen hij tekende had hij zich nog vastgelegd op nog 1 ROH en IWA Mid-South show. WWE liet hem toe om zijn verplichtingen te voldoen en op 19 april 2002 worstelde hij tegen CM Punk en Colt Cabana in Dayton (Ohio). Iets meer dan een week later op 27 april versloeg Guerrero samen met The Amazing Red, The S.A.T. tijdens A Night of Appreciation, een ROH-show speciaal aan hem opgedragen.
Terwijl hij in het onafhankelijke circuit worstelde won Guerrero het IWA Mid-South Heavyweight Kampioenschap op 1 maart 2002 in Indianapolis (Indiana), CM Punk en Rey Mysterio verslaand in een three way dance. Hij verloor de titel aan Punk de volgende dag in Morris (Illinois). Hij was ook de WWA International Cruiserweight Kampioen van 8 december 2001 tot april 2002, toen hij de titel opgaf.

## World Wrestling Entertainment
Guerrero keerde op 1 april 2002 terug op Raw waarbij hij Rob van Dam aanviel en zich herenigde met Chris Benoit. Op 21 april tijdens Backlash 2002 versloeg hij Van Dam voor het Intercontinental Kampioenschap. Hij verloor de titel aan RVD een maand later in een Ladder Match die geplaagd werd door problemen, waaronder de ladder die twee keer brak doordat een fan zich mengde in de match. Guerrero begon toen een vete met Stone Cold Steve Austin, maar Austin verliet de WWE voordat een wedstrijd plaats kon vinden. Guerrero ging verder met een korte vete met The Rock, door hem uit te dagen voor het WWE Undisputed Championship nadat The Rock een versie van "La Bamba" zong waarbij hij de woorden had aangepast om Guerrero te beledigen.

### Los Guerreros
Op 1 augustus 2002 begonnen Guerrero en Benoit exclusief voor het Smackdown! onderdeel van de WWE te vechten. Benoit voegde zich in een verhaallijn met Kurt Angle en Guerrero ging een partnerschap aan met zijn neefje Chavo waarbij ze het tag team Los Guerreros vormden. In contrast tot een vroegere WCW verhaallijn met zijn neefje, nam Chavo zijn ooms mantra "Lie, Cheat and Steal" over om wedstrijden te winnen en het nieuwe tag team kreeg een push door filmpjes waarin ze in het huis van een rijke vrouw een zwembadfeest gaven. Het duo nam deel aan het 8-teamtoernooi voor de nieuwe WWE Tag Team Championship en begon een vete met het nieuwe tagteam van Kurt Angle en Chris Benoit. In een van de teams definitieve momenten, vertelde Chavo, Benoit dat zijn voormalige vriend Guerrero aangevallen was door zijn tagteampartner Kurt Angle. Benoit rende ernaartoe om hem te redden, maar werd opgesloten in een kamer. Guerrero verscheen toen in de kamer en viel Benoit aan met een stalen stoel.
Benoit en Angle overkwamen hun meningsverschillen en versloegen Los Guerreros uiteindelijk in de halve finale van het toernooi. Later wonnen Benoit en Angle het WWE Tag Team Kampioenschap. Benoit en Angle vochten toen voor de trofee die ze kregen omdat ze de eerste WWE Tag Team Champions waren. Tot de verrassing van Benoit hielp Los Guerreros hem bij het winnen van de match.
Los Guerreros kregen een nieuwe kans om de WWE Tag Team Titels te winnen tegen de nieuwe kampioenen, Edge en Rey Mysterio. Tijdens de Survivor Series in 2002, liet Guerrero, Mysterio afkloppen door de submission The Lasso From El Paso bij hem toe te passen. Met deze zege begonnen Los Guerreros aan hun periode als WWE Tag Team kampioenen, tot ze verslagen zouden worden door Team Angle. Los Guerreros namen deel aan WrestleMania XIX als uitdagers voor de Tag Titels, samen met het team van Chris Benoit en Rhyno. Voor Judgement Day scheurde Chavo zijn biceps. Hierdoor moest Guerrero op zoek naar een andere partner, hij koos voor Tajiri. Ze wonnen de Tag Titels tijdens Judgement Day door een ladder match. De opvolgende week behielden Tajiri en Guerrero hun titels door vals te spelen. Daarnaast versloegen ze ook Roddy Piper en zijn beschermeling Sean O'Haire. Nadat Guerrero en Tajiri de titels verloren tegen Team Angle op 3 juli 2003, keerde Guerrero zich tegen Tajiri door zijn partner door de achterruit van zijn low-rider te gooien.
In juli 2003 nam Guerrero deel aan het toernooi voor het WWE United States Championship. Hij ging door naar de finale, waarbij hij tijdens de loop van het toernooi Ultimo Dragon versloeg en ontmoette daar Chris Benoit. In deze match ging Guerrero door met zijn "cheat"-technieken en sloeg Benoit op een bepaald punt met de titelriem. Guerrero probeerde Chris Benoit in de problemen te krijgen door de riem op hem te plaatsen terwijl hij buiten bewustzijn was. Dit werkte niet omdat hij de scheidsrechter ook met de riem in de nieren had neergeslagen. De wedstrijd eindigde met behulp van een Gore door Rhyno, Chris Benoit zijn eigen partner die furieus was omdat het team had gefaald. Guerrero zei zelf dat dit een groot moment was voor zijn karakter als Latino Heat omdat hij zich toen realiseerde dat de fans hem wilden zien liegen, valsspelen en stelen. Guerrero pinde Chris en won het United States Championship.
Tijdens SummerSlam wist Guerrero de titel te behouden door Rhyno, Chris Benoit en Tajiri te verslaan in een match. Hij kreeg een face-turn door een rivaliteit aan te gaan met John Cena. Guerrero daagde Cena uit tot een "Latino Heat" Parkeer plaats Brawl Match voor het WWE United States Championship, waarbij Guerrero won. Chavo keerde terug in deze match en assisteerde Guerrero door zijn Frog Splash uit te voeren op Cena. Op 18 september 2003 versloegen Los Guerreros The World's Greatest Tag Team om het WWE Tag Team Championship terug te winnen. Guerrero was op dat moment zowel de United States Champion alsook Tag Team Champion.
Guerrero verloor het United States Kampioenschap aan Big Show tijdens No Mercy 2003 in oktober na een vete waarin Guerrero, Big Show vergiftigde met burritos waarin hij laxeermiddelen had gestopt en hem met een truck vol mest bespoot. Vier dagen later verloren Los Guerreros het WWE Tag Team Championship aan de Basham Brothers. Terwijl Los Guerreros de titels terug probeerden te winnen ging het slechter in het partnerschap tussen Chavo en Guerrero . De twee vochten tegen elkaar tijdens de Royal Rumble (2004) waar Guerrero won.

### WWE Champion
Terwijl Guerrero's populariteit groeide begon hij het WWE Championship na te jagen. In een verhaallijn werd Chavo jaloers op Guerrero's succes en brak Chavo het team op.
Gedurende de zomer van 2003 begon Guerrero naar de ring te rijden in een op maat gemaakte lowrider als deel van zijn entree. Guerrero zou ook zijn "Lie, Cheat, and Steal" anti-hero uit buiten door illegale tactieken te gebruiken buiten het zicht van de scheidsrechter om, om zo zijn wedstrijden te winnen. Hij stond er om bekend dat hij zijn tegenstander sloeg met een stalen stoel (of hij gaf de stoel aan zijn tegenstander en deed dan net alsof hij buiten westen was geslagen wanneer de scheidsrechter zich omdraaide, en voor het gebruik van illegale wapens tijdens de match. Ondanks (of mogelijk dankzij) zijn immorele tactieken groeide de populariteit van Guerrero.
Op 15 februari 2005 won Guerrero het WWE Championship tijdens No Way Out (2004) door Brock Lesnar te verslaan na inmenging van Goldberg. Hij had vele maanden succes als kampioen, waaronder winst tegen Kurt Angle tijdens WrestleMania XX en overwinningen tegen the Big Show en Rey Mysterio. Hij verloor later de titel aan John "Bradshaw" Layfield in een Texas Bullrope Match. Nadat Angle (die toen General Manager van SmackDown! was) de beslissing terugkeerde waarbij Guerrero de titel behield. Tijdens Summerslam (2004) liet Angle, Guerrero submitten door de ankle lock. Guerrero ging toen een partnerschap aan met Big Show die ook een hekel had aan Kurt Angle omdat die hem had ontslagen in zijn tijd als SmackDown! general manager.
Iedere week vielen Angle en zijn nieuwe partners Luther Reigns en Mark Jindrak Guerrero en Big Show aan. General Manager Theodore Long boekte een Elimination Match tussen een team geleid door Guerrero tegen een team geleid door Kurt Angle voor Survivor Series. Guerrero's team bestond uit zichzelf, Big Show, Rey Mysterio en Rob van Dam. De opvolgende week werd Guerrero gedwongen om een ander lid voor zijn team te vinden omdat Rey Mysterio een kans kreeg om het WWE Cruiserweight Championship terug te winnen. Guerrero selecteerde John Cena, die in een vete bezig was met Carlito, een lid van Angle's Survivor Series team. Tijdens Survivor Series won het team van Guerrero door een Frog Splash uit te voeren op Kurt Angle.
Guerrero, Booker T en The Undertaker (worstelaar)The Undertaker daagden samen John "Bradshaw" Layfield, beter bekend als JBL, uit voor het WWE Championship. Gedurende die periode vond Guerrero in Booker T een partner. Hoewel ze twee matches op rij verloren als tag team gingen Guerrero en Booker samen verder. Tijdens Armageddon werkten Guerrero en Booker T samen waarbij ze JBL en The Undertaker uitdaagden, maar tijdens die match braken ze als team nadat het duidelijk werd dat het iedere voor zich was. Guerrero zou uitgeschakeld worden door The Undertaker terwijl JBL, Booker T pinde na een Clothesline From Hell. Na afloop probeerden Guerrero en Booker T voor een korte periode het WWE Tag Team Championship te winnen, maar waren hierin onsuccesvol.

### Vete met Rey Mysterio
Op 20 februari 2005 werd Guerrero opnieuw tag team kampioen, deze keer met zijn vriend en soms rivaal Rey Mysterio door de Basham Brothers te verslaan tijdens No Way Out (2005) in Pittsburgh (Pennsylvania).
Velen verwachtten dat de nieuwe kampioenen hun titels zouden verdedigen tijdens WrestleMania 21, maar na aansporing van Chavo daagde Guerrero, Mysterio uit tot een een-op-eenmatch zodat ze "het dak eraf" konden laten gaan. De twee worstelden een match tijdens WrestleMania waarbij Mysterio won. Hoewel hij zichtbaar gefrustreerd was feliciteerde Guerrero zijn partner. Na verschillende misverstanden volgend op WrestleMania, eindigde de groeiende spanning tussen Guerrero en Mysterio uiteindelijk toen ze hun tag titels verloren aan het nieuwe team MNM op 21 april tijdens een aflevering van SmackDown!. Hoewel ze de kans verdienden om hun titels terug te winnen, kreeg Guerrero opnieuw een heel-turn door zijn vriend in de steek te laten, die hij "zijn familie" had genoemd eerder in de show.
Guerrero nam toen een nieuwe, ietwat sociopatische trekjes aan. Gedurende deze tijd stopte hij er ook mee om met een low-rider naar de ring te rijden en liep met een grijns op zijn gezicht naar de match en hij nam de Lasso from El Paso aan als zijn finishing move. Aan het eind van een SmackDown! aflevering sloeg hij zijn voormalige tag team partner Rey Mysterio zowel fysiek als emotioneel in elkaar en liet hem achter vol blauwe plekken en bloederig na een suplex op de stalen trappen. Tijdens Judgment Day (2005) op 22 mei verloor Guerrero door diskwalificatie van Rey Mysterio.
Een aantal weken na de match op Judgment Day dreigde Guerrero een geheim over Rey en Rey's zoon Dominik te verklappen. De verhaallijn groeide en de families van beide mannen werden hier in betrokken waarbij beide kanten Guerrero smeekten om het geheim niet te onthullen. Rey versloeg Guerrero opnieuw tijdens The Great American Bash (2005) in een wedstrijd waar de voorwaarde was dat als Guerrero verloor hij het geheim niet zou vertellen. Hij onthulde het geheim toch gedurende de volgende aflevering van SmackDown! en vertelde Dominik en het publiek dat Guerrero zijn echte vader was. De volgende weken onthulde Guerrero de details van het geheim in een serie die "Eddie's Bedtime Stories" genoemd werd. Hij claimde dat hij een buitenechtelijk kind had gekregen (Dominik) tijdens een moeilijke tijd in zijn huwelijk. Hij claimde dat hij Mysterio en zijn vrouw, die moeite met zwanger raken hadden toestond om het kind te adopteren als hun eigen.
Tijdens SummerSlam 2005 verloor Guerrero in een ladder match die ging over de voogdij van Dominik deze aan Mysterio. Hun emotionele vete eindigde in de eerste aflevering van Friday Night Smackdown! waarbij Guerrero eindelijk Mysterio versloeg in een steel cage match.

### Vete met Batista
Volgend op zijn vete met Rey Mysterio werd Guerrero tot de belangrijkste kandidaat voor het World Heavyweight Championship benoemd en werd hem een titelmatch tegen Batista gegeven tijdens No Mercy (2005) op 9 oktober 2005. Ondanks dit verklaarde Guerrero snel dat hij Batista's vriend was. Desondanks was Batista bedacht op Guerrero die in een serie met matches tegen MNM de verdenkingen beaamde omdat Guerrero terugkeerde naar zijn valsspelertactieken. Als antwoord op Batista's verdenking hielp Guerrero, Batista om een match te winnen tegen zijn tag team partners JBL en Christian.
Batista versloeg Guerrero tijdens No Mercy om het World Heavyweight Championship te behouden. Gedurende deze match vocht Guerrero met zijn beslissing om wel of niet een stalen stoel te gebruiken om zijn overwinning veilig te stellen, uiteindelijk besliste hij om hem niet te gebruiken wat er in resulteerde dat hij de wedstrijd verloor. Hoewel de twee respect voor elkaar toonden na de match was Guerrero ontevreden met het verlies. Guerrero vertelde Batista dat hij zich realiseerde hoe diep hij gezonken was sinds hij WWE Championship was in 2004, waarin hij onder andere doelde op zijn aanval tegen Rey Mysterio. Guerrero vertelde hem dat het hand schudden met Batista tijdens No Mercy zijn respect voor hem had teruggebracht.
Op de 11 november 2005 editie van Friday Night Smackdown! worstelde Guerrero een match. Wat later de laatste match van zijn leven bleek te zijn. Hij won door zijn persoonlijke valsspeel technieken te gebruiken tegen Ken Kennedy. Dit was een Survivor Series kwalificatie match waardoor Guerrero lid van het Smackdown! team zou worden in de brand-oorlog.

## Dood
Op 13 november 2005 werd Guerrero dood in zijn hotelkamer gevonden in Minneapolis, Minnesota, in het Marriott City Center Hotel door zijn neef, Chavo. Hij was 38 jaar oud. Een aantal uur later schreef WWE.com het volgende op zijn website:
"WWE is diep bedroefd door het nieuws dat Eddie Guerrero is overleden. Hij werd vanmorgen dood gevonden in zijn hotelkamer in Minneapolis. Eddie wordt overleefd door zijn vrouw Vickie en zijn dochters Shaul, 14, Sherilyn, 9, en Kaylie Marie, 3."
Dezelfde dag hield WWE een persconferentie met een speech van zijn neef Chavo die sprak over Guerrero's vier jaar van geheelonthouding op 15 november 2005. Chavo verdedigde zijn oom door te zeggen dat deze zijn "persoonlijke demonen" had verslagen. WWE-voorzitter Vince McMahon weigerde om te speculeren over mogelijkheden omtrent Guerrero's dood en beide mannen zeiden dat Guerrero zou willen dat de show door zou gaan.

### Reden van zijn dood
Door een autopsie werd onthuld dat Guerrero was gestorven als resultaat van acuut hartfalen, veroorzaakt door een ongediagnosticeerde arteriosclerotische cardiovasculaire ziekte en vergroting van het hart als een resultaat van eerdere anabole steroïden misbruik. Hoewel Guerrero al meer dan vier jaar geen alcohol of verboden medicijnen had genomen, heeft zijn vroegere overmatige gebruik bijgedragen aan zijn hartfalen. In de periode voorafgaande aan zijn dood had hij narcotische pijnstillers gebruikt.
Guerrero's vrouw Vickie zei dat hij onwel was in de week vooraf aan de week van zijn dood, maar dat hij dit had toegeschreven aan de stress van het continu reizen en optreden. De doktoren hadden haar verteld dat Guerrero's bloedvaten gerafeld en verzwakt waren door een ongediagnosticeerde hartziekte en dat hij in een diepe slaap was geraakt.
Op de 30 november 2005 editie van WWE Byte This! zei Chavo Guerrero jr. dat Guerrero heel hard had gewerkt en op de top van zijn fysieke kunnen was door dagelijkse cardiovasculaire en gewichts oefeningen. Er waren geen symptomen of redenen tot bezorgdheid benadrukte Guerrero Jr., terwijl andere mensen die meer dan 10 jaar drugs gebruiken geen enkel effect ondervinden. Hoewel hij zijn drugsgebruik vier jaar eerder had gestaakt, kreeg Guerrero hartcomplicaties die te laat werden ontdekt om zijn dood te kunnen voorkomen.

### Gebeurtenissen volgend op Guerrero's dood
Op de dag van zijn dood stond Guerrero geboekt om tegen Batista en Randy Orton in een triple threat match voor het World Heavyweight Kampioenschap te strijden op 13 november voor de opname van Friday Night Smackdown! (die zou worden uitgezonden op 18 november.) Stephanie McMahon verraadde en andere bronnen beaamden dit, dat Guerrero geboekt stond om Batista te verslaan voor het World Heavyweight Kampioenschap, wat het begin van Guerrero's eerste keer als World Heavyweight Kampioen zou zijn.
De afleveringen van RAW op 14 november 2005 en Friday Night Smackdown! op 18 november 2005 werden uitgezonden als eerbetoon aan Guerrero. Geen WWE werknemer werd verplicht om op te treden, hoewel verschillende wedstrijden plaatsvonden, inclusief een met Chavo. RAW begon met alle supersterren en verschillende personeelsleden op het podium terwijl Vince McMahon het publiek toesprak. Een video met verschillende clips van Guerrero binnen en buiten de ring werd getoond met op de achtergrond "Hurt" van Johnny Cash. Een vergelijkbare video werd getoond op Friday Night Smackdown met "Here Without You" door 3 Doors Down. Deze show was vergelijkbaar in opzet met de speciale "RAW is Owen" editie, die een eerbetoon was aan de overleden Owen Hart en de Smackdown! special in Houston, Texas twee dagen na de aanvallen op 11 september 2001. In toevoeging aan de RAW en SmackDown! tribute shows, droeg Total Nonstop Action Wrestling zijn pay-per-view TNA Genesis op aan Guerrero (die op de avond van zijn overlijden werd uitgezonden).
Guerrero's begrafenis vond plaats op 17 november 2005 in Phoenix (Arizona) op de Green Acres Begraafplaats. De besloten ceremonie werd voorgezeten door de gepensioneerde worstelaar "Superstar" Billy Graham. Chris Benoit, Dean Malenko, Chris Jericho, JBL, Vince McMahon, Tom Prichard, alle broers van Guerrero, een van zijn zussen, Chavo Guerrero jr. en Valerie Coleman Graham spraken op zijn begrafenis. Een groot aantal worstelaars en worstelpersoonlijkheden waren ook aanwezig.
Als een direct antwoord op de dood van Guerrero kondigde WWE-voorzitter Vince McMahon aan dat drugstesten zouden worden ingevoerd voor WWE-worstelaars, die begonnen in maart 2006. Guerrero werd postuum toegevoegd aan de WWE Hall of Fame op 1 april 2006 door Chris Benoit, Rey Mysterio en zijn neef Chavo Guerrero in Chicago, op de vooravond van WrestleMania 22. Zijn vrouw Vickie Guerrero nam deze eer in ontvangst.
Later werden er meerdere keren vetes ontwikkeld door de dood van Guerrero, zoals Chavo Guerrero met Vickie Guerrero vs. Rey Mysterio, Chavo Guerrero (met soms Vickie Guerrero) vs. Chris Benoit JBL vs. Rey Mysterio en Randy Orton vs. Rey Mysterio. Rey Mysterio stond heel dicht bij Guerrero en is daardoor ook in deze vetes verwikkeld geraakt.

## In worstelen
- Als Eddie Guerrero
  - Finishers
    - Frog splash (WWF/E)
    - Lasso From El Paso

  - Signature moves
    - Brainbuster
    - Dropkick
    - European uppercut
    - Figure four leglock
    - Gory special
    - Hilo
    - Hurricanrana
    - Monkey flip
    - Meerdere suplex variaties
      - German
      - Super
      - Three Amigos
      - Vertical

    - Plancha
    - Seated chinlock
    - Senton – WCW

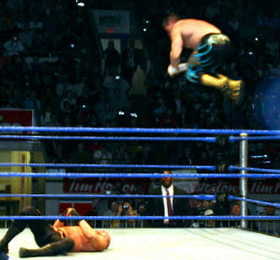
Guerrero af een "Frog splash" tijdens zijn tag team match met Rey Mysterio tegen the Basham Brothers

    - Spinning crucifix dropped – 2000–2001
    - Splash Mountain
    - STF
    - Sunset flip powerbomb
    - Tornado DDT
- Als Black Tiger
  - Finishers
    - Black Tiger Bomb
    - Kneeling belly to belly piledriver

  - Signature moves
    - Slingshot
    - Tornado DDT
- Manager
  - Chyna
- Bijnaam
  - Latino Heat

## Erelijst
- Asistencia Asesoría y Administración
  - AAA World Tag Team Championship (1 keer) met Art Barr)
  - AAA Hall of Fame (Class of 2008)
- Extreme Championship Wrestling
  - ECW World Television Championship (2 keer)
- Independent Wrestling Association Mid-South
  - IWA Mid-South Heavyweight Championship (1 keer)
- Latin American Wrestling Association
  - LAWA Heavyweight Championship (1 keer)
- New Japan Pro Wrestling
  - NJPW Junior Heavyweight Super Grade Tag League Championship (1 keer)
  - Best of the Super Juniors (1996)
- Pro Wrestling Federation
  - PWF World Tag Team Championship (1 keer met Héctor Guerrero)
- Pro Wrestling Illustrated
  - PWI Comeback of the Year (1999)
  - PWI Most Inspirational Wrestler of the Year (2002, 2004)
  - PWI Stanley Weston Award (2005)
- World Championship Wrestling
  - WCW Cruiserweight Championship (2 keer)
  - WCW United States Heavyweight Championship (1 keer)
- World Wrestling All-Stars
  - WWA International Cruiserweight Championship (1 keer)
- World Wrestling Association
  - WWA Welterweight Championship (1 keer)
  - WWA Trios Championship (1 keer met Chavo Guerrero en Mando Guerrero)

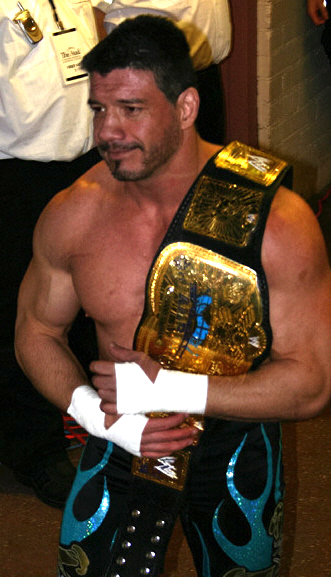
Guerrero als WWE Intercontinental Champion

- World Wrestling Federation / World Wrestling Entertainment
  - WWF European Championship (2 keer)
  - WWF Intercontinental Championship (2 keer)
  - WWE Tag Team Championship (4 keer; 2x met Chavo Guerrero, 1x met Tajiri en 1x met Rey Mysterio)
  - WWE Championship (1 keer)
  - WWE United States Championship (1 keer)
  - WWE Hall of Fame (Class of 2006)
  - Triple Crown Championship (11de)
  - Grand Slam Championship (6de)
- Wrestling Observer Newsletter awards
  - Best on Interviews (2005)
  - Feud of the Year (1994) met Art Barr vs. El Hijo del Santo en Octagón
  - Feud of the Year (1995) vs. Dean Malenko
  - Most Charismatic (2004, 2005)
  - Tag Team of the Year (1994) met Art Barr als La Pareja del Terror
  - Tag Team of the Year (2002) met Chavo Guerrero als Los Guerreros
  - Wrestling Observer Newsletter Hall of Fame (2006)